# Hopea altocollina
Hopea altocollina är en tvåhjärtbladig växtart som beskrevs av Peter Shaw Ashton. Hopea altocollina ingår i släktet Hopea och familjen Dipterocarpaceae. Inga underarter finns listade i Catalogue of Life.